# Мъхов корал
Fungia fungites е вид корал от семейство Fungiidae. Възникнал е преди около 11,61 млн. години по времето на периода неоген. Видът е почти застрашен от изчезване.

## Разпространение и местообитание
Разпространен е в Австралия, Американска Самоа, Британска индоокеанска територия, Вануату, Виетнам, Гуам, Джибути, Египет, Еритрея, Йемен, Израел, Индия, Индонезия, Йордания, Камбоджа, Кения, Кирибати, Кокосови острови, Коморски острови, Мавриций, Мадагаскар, Майот, Малайзия, Малдиви, Маршалови острови, Мианмар, Микронезия, Мозамбик, Науру, Ниуе, Нова Каледония, Оман, Остров Рождество, Острови Кук, Палау, Папуа Нова Гвинея, Провинции в КНР, Реюнион, Самоа, Саудитска Арабия, Северни Мариански острови, Сейшели, Сингапур, Соломонови острови, Сомалия, Судан, Тайван, Тайланд, Танзания, Токелау, Тонга, Тувалу, Уолис и Футуна, Фиджи, Филипини, Френска Полинезия, Шри Ланка и Япония.
Обитава океани, морета, заливи, лагуни и рифове. Среща се на дълбочина от 2 до 3 m, при температура на водата от 25,5 до 28,1 °C и соленост 34,1 – 34,3 ‰.